# Леон Фестингър
Леон Фестингър (на английски: Leon Festinger) е американски психолог, който създава теорията за когнитивния дисонанс и теорията за социалното сравнение.
Според теорията за когнитивния дисонанс хората, чието поведение не съответства на техните мисли, или ще структурират мислите си така, че да съответстват на поведението, или ще предприемат обратното действие. Поради психологическия натиск към еднаквост хората сравняват своите когниции с тези на другите, искайки да убедят околните в собствените си мисли, или изоставят своята собствена позиция в полза на становищата на другите.